# Loudun
Loudun település Franciaországban, Vienne megyében. Lakosainak száma 6791 fő (2022. január 1.). Loudun Basses, Bournand, Messemé, Mouterre-Silly, Sammarçolles, Les Trois-Moutiers, La Roche-Rigault és Chalais községekkel határos.

## Népesség
A település népességének változása:
| Lakosok száma | 6780 | 6740 | 7072 | 6747 | 6740 | 6712 | 6702 | 6743 | 6791 |
|               | 2013 | 2015 | 2016 | 2017 | 2018 | 2019 | 2020 | 2021 | 2022 |